# Revolución del 17 de julio de 1851

## Antecedentes
El 1850, el nuevo presidente conservador Diego Noboa decide permitir el regreso al país de la Compañía de Jesús después de ser expulsados de América por orden del rey Carlos III de España.
El presidente liberal de Nueva Granada (actual Colombia) José Hilario López temía que los jesuitas admitidos en Ecuador apoyaran a los conservadores colombianos que conspiraban contra su gobierno. Al saber que Noboa había ayudado a dos de esos conspiradores en la ciudad de Pasto, obtuvo el 16 de mayo de 1851 autorización del Congreso Neogranadino para declarar la guerra a Ecuador.
En junio de 1851 el Congreso Ecuatoriano le otorgó al presidente Diego Noboa las facultades extraordinarias por pretexto de la amenaza de guerra.

## El cuartelazo militar
El general José María Urbina aduciendo que el presidente Noboa había pactado con los floreanos obteniendo para ellos algunos empleos en la administración pública y había comprometido la integridad nacional preparó un golpe de Estado militar valiéndose de su influencia sobre el ejército ecuatoriano. El 17 de julio de 1851 fue proclamado Jefe Supremo de la República por la guarnición de Guayaquil.
Diego Noboa viajaba a la ciudad de Guayaquil y no alcanzó a llegar a la ciudad. Lo apresaron en el barco que había zarpado de la ciudad de Babahoyo y lo llevaron sin más complicaciones a un buque norteamericano que lo depositó en la ciudad de Callao.
En la capital política del país (Quito), el general Manuel Tomás Maldonado como jefe de la guarnición decide apoyar el cuartelazo militar de Guayaquil al llegar la noticia del destierro del presidente Diego Noboa y de esta manera el general José María Urbina puede asumir el poder político como dictador al arribar a Quito el 27 de septiembre de 1851.

## Consecuencias
La revolución del general José María Urbina expulsó del país a la Compañía de Jesús logrando cancelar la prevista invasión militar por la Nueva Granada afianzando la paz entre los dos países, decretó la abolición de la esclavitud del Ecuador y produjo el ascenso de los liberales al poder político hasta 1859.